# Giovanni Battagio

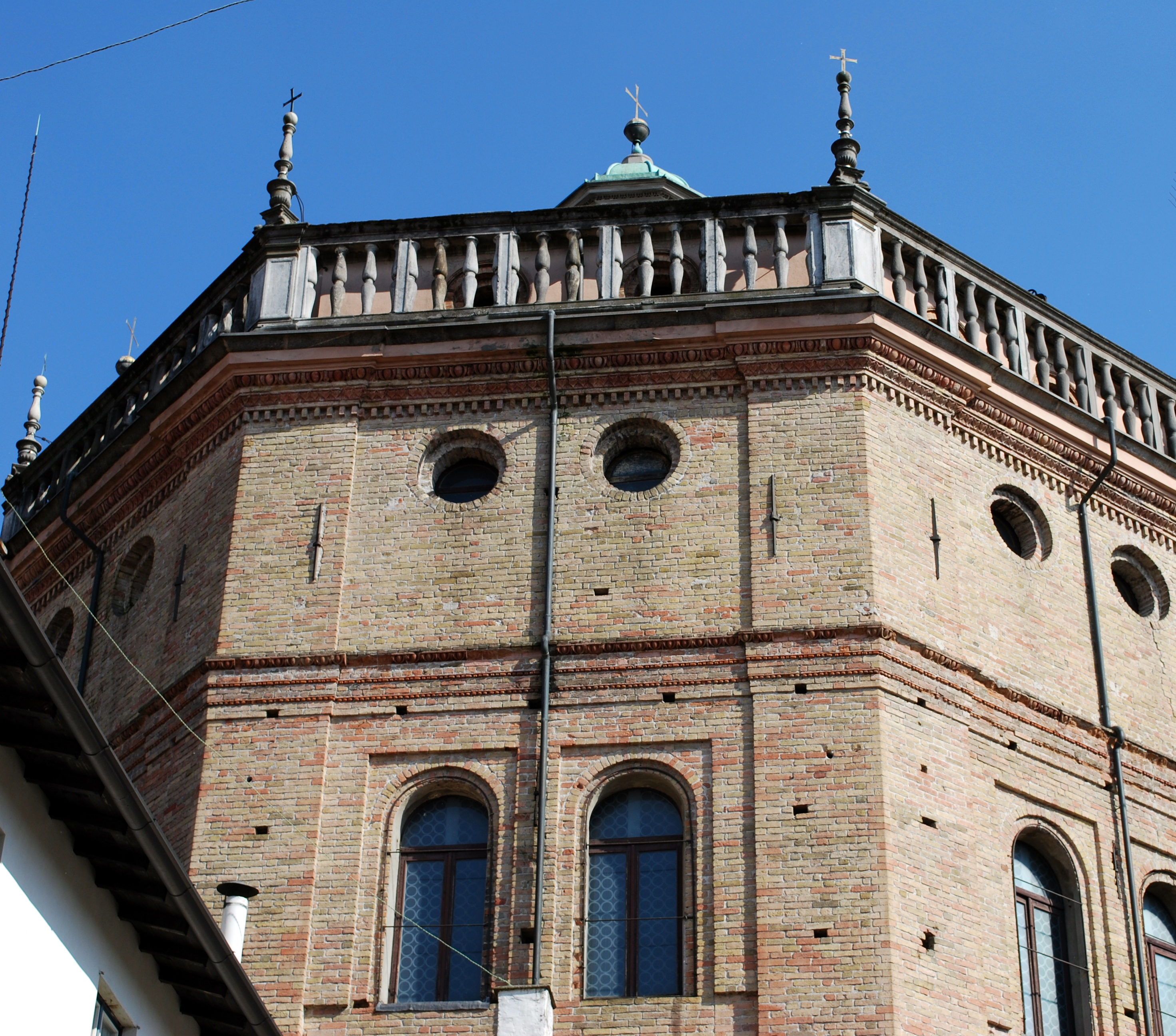
Die Kuppel des Tempio Civico della Beata Vergine Incoronata von Lodi

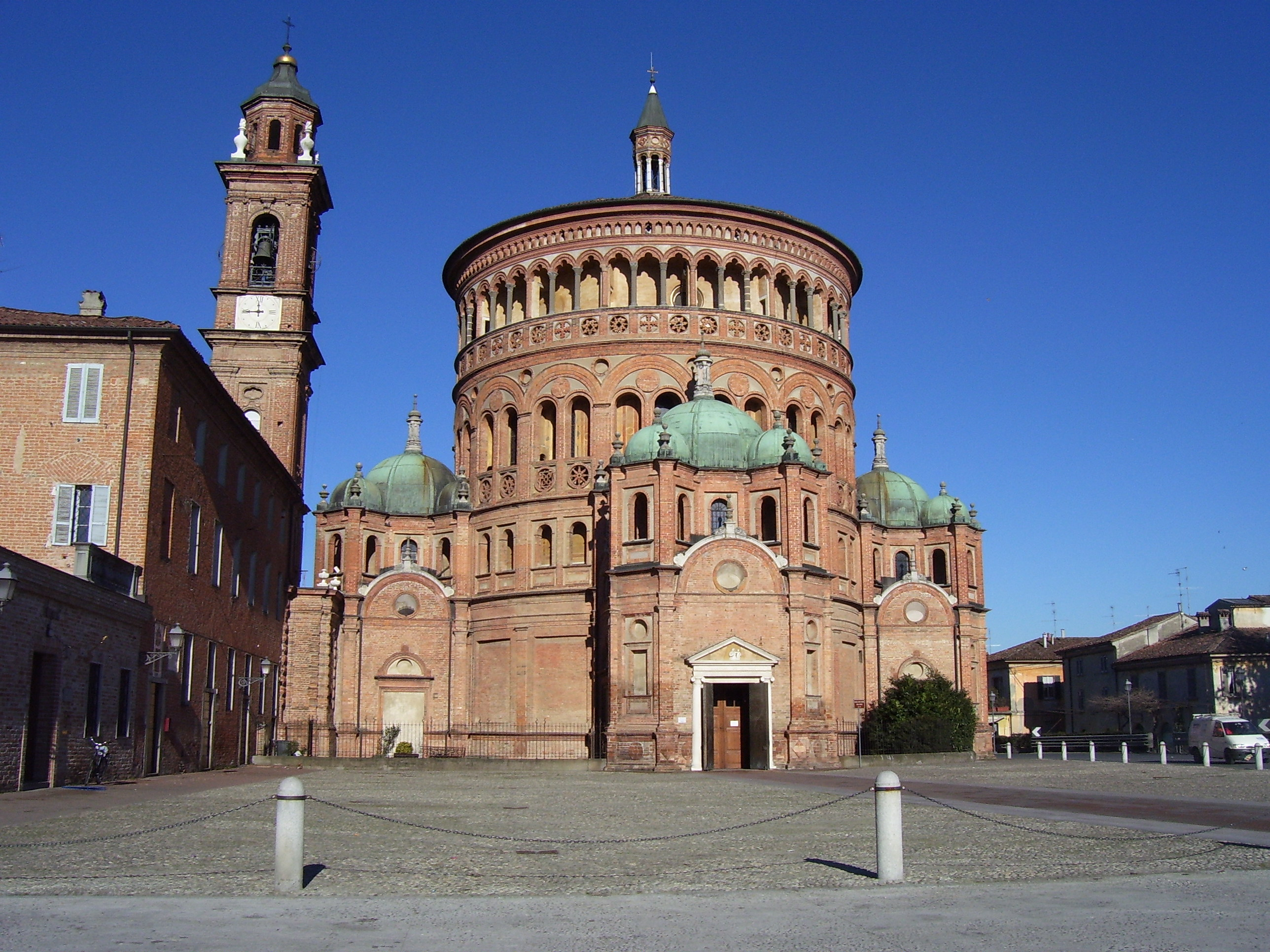
Die Basilika Santa Maria della Croce (Crema) von Crema

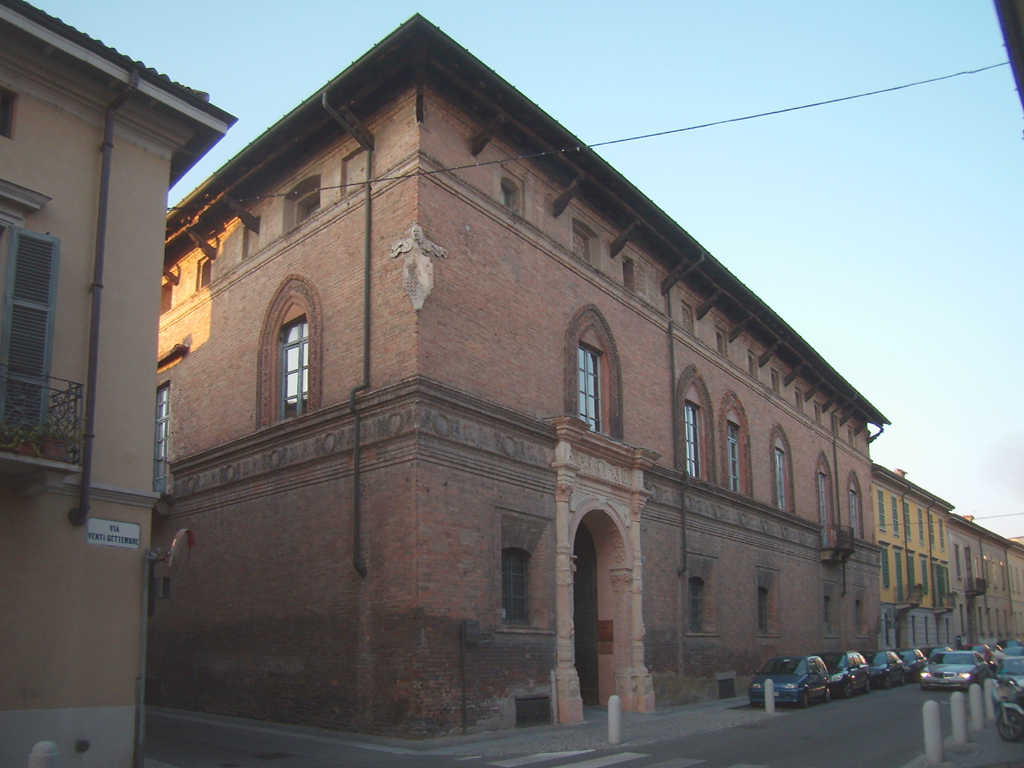
Das Palast Mozzanica in Lodi

Giovanni Battagio, auch Giovanni Battacchio und Giovanni da Lodi genannt (* um 1445 in Lodi; † um 1493 ebenda), war ein italienischer Architekt und Ingenieur der Renaissance.

## Leben
Giovanni Battagio war Sohn von Domenico Battagio. Er war ein Anhänger von Giovanni Antonio Amadeo und stand auch unter dem Einfluss von Leonardo da Vinci. 
Im Archiv des Ospedale Maggiore in Lodi wird am 8. Mai 1465 die Anwesenheit von Battagio bei einigen Arbeiten an Türen und Fenstern erwähnt. Im Jahr 1479 war er Ingenieur der Stadt Mailand, dann 1480 herzoglicher Ingenieur. 1481 erhielt er den Auftrag, nach Bellinzona zu ziehen, um dort Befestigungen zu bauen. Ab 1481 arbeitete Battagio lange Zeit in der Provinz Lodi, wo er viele wichtige Aufträge erhielt, wie den des Ingenieurs der Gemeinde Lodi im Jahr 1488, dem Jahr, in dem er den Tempio Civico della Beata Vergine Incoronata entwarf. Dieser ist ein Meisterwerk der lombardischen Renaissance. Er ist erbaut auf einem achteckigen Grundriss mit Nischen rundherum und einer oberen Loggia, inspiriert von der Sakristei der Kirche Santa Maria presso San Satiro in Mailand, die ursprünglich in Form eines griechischen Kreuzes entworfen worden war und der die von Battagio geplante Dekoration aus Stein und Terrakotta fehlte.
Im Jahr 1484 begann Battagio eine Zusammenarbeit mit Agostino Fonduli, die später intensiver wurde. Im Rahmen eines gemeinsamen Vertrags gestalteten sie die Fassade des Palazzo Landi in Piacenza neu. Im Jahr 1488 wurde Battagio mit dem Bau der Incoronata-Kirche in Lodi beauftragt; von Mai 1488 bis April 1489, während seines Aufenthalts in dieser Fabrik, wurden die Fundamente gelegt, die den Grundriss der Kirche mit seinem Entwurf verbanden. Gian Giacomo Dolcebuono und Lazzaro Palazzi hatten den Auftrag, die Konsistenz der Fundamente zu prüfen, und dann fuhr Battagio mit dem Bau fort.
Im Jahr 1490 wurde Battagio mit dem Entwurf der Wallfahrtskirche Santa Maria della Croce in Crema beauftragt, die er mit einem zentralen Grundriss, einem runden Kern und vier Kapellen um diesen herum charakterisierte. Mehrere Unstimmigkeiten mit den „Fabbriceri“ im Jahr 1493 trieben ihn vom Bau ab; sein Nachfolger Giovanni Antonio Montanaro fügte eine zweite Reihe von Loggien und eine Überlagerung von Spitzbögen in einem gotischen Stil hinzu, der nicht mit der Gesamtdekoration von Battagio übereinstimmte. 
In den 1490er Jahren arbeitete er auch an dem von Daniele Birago in Auftrag gegebenen Bau von Santa Maria della Passione in Mailand, der ebenfalls auf einem zentralen achteckigen Grundriss basiert.
Die Kirche Santi Fermo e Rustico in Caravaggio, offensichtlich inspiriert durch die Modelle von Giovanni Antonio Amadeo, wurde seinem Nachfolger Battagio zugeschrieben. Der Name von Giovanni Battagio ist auch mit dem Palast Mozzanica in Lodi verbunden, der im Stil der Renaissance gehalten ist. Seine Beteiligung (1490–1491) an der Arbeit an der jetzt zerstörten Kirche San Marcellino in Mailand ist sicher.
Im Jahr 1910 benannte die Stadt Lodi eine Straße im Stadtzentrum, zuvor „Via Concordia“, nach Battagio.